# 李鳳來
李鳳來（1480年—？），字德儀，號桐岡、又号桐山，顺天府大兴县籍，南直隶安慶府桐城（今安徽桐城縣）人，明朝政治人物。

## 生平
正德八年（1513年）癸酉科顺天乡试第三十九名举人，正德十二年（1517年）中会试，正德十六年（1521年）補殿試，登三甲第十九名進士，授河南固始縣知縣，嘉靖四年（1525年）三月擢戶科給事中，六年十一月奉命督造明顯陵，復除禮科给事中，七年十一月升吏科右，十年七月以郊工成，升通政司右參議兼吏科都給事中掌科事，十二年四月被攻訐免歸。十八年十二月起用，十九年七月起復通政司右参议兼礼科都给事中掌科事，二十年九月升太僕寺少卿，二十三年六月官至太常寺少卿、提督四夷馆，二十四年三月考察閑住。

## 家族
曾祖李俨，监察御史。祖父李浩。父李璽。母唐氏。慈侍下。兄鳳臨。弟鳳鳴、鳳翱、鳳翔、鳳翀。
子李汝明，字哲夫，號南川，嘉靖三十一年壬子科舉人。